# 李麟佐之亂
李麟佐之亂，又名戊申亂（무신란）、嶺南亂（영남란），是朝鮮王朝時期的一場反對朝鮮英祖的叛亂。這次叛亂發生在1728年3月12日到24日（英祖4年），最終以失敗告終。
辛壬士禍後，少論派分裂為緩和派的緩論（완론）和激進派的峻論（준론），緩論派以朴文秀等人為首，峻論派以李麟佐、沈維賢、金一鏡等人為首。峻論派在英祖即位後失勢，朝鮮王族李麟佐便秘密勾結峻論派和南人黨，陰謀發動叛亂。1728年，李麟佐與金寧海、鄭希良一起發動叛亂，攻破清州，誅殺李鳳祥。李麟佐自稱大元首，向四方發出檄文，聲稱景宗是被英祖和老論派毒死的，擁戴昭顯世子的嫡孫密豐君李坦為國王。李麟佐叛軍身穿喪服，以示對景宗之死的哀悼。平安兵使李思晟、摠戎使金重器、禁军别將南泰徵皆與之通謀，內外相應。沈維賢和朴弼顯竊取了炸藥，圖謀炸毀弘化門、敦化門以接應叛軍入宮。
少論派元老崔奎瑞得知後，向朝廷告變，計劃流產。朝廷派遣兵曹判書吳命恆為都巡撫使，率領官軍前去鎮壓。叛軍以清州為根據地，一度威脅到周邊的鎮川、竹山、安城等地，但最終在短時間內被鎮壓。李麟佐等被押送漢陽（今首爾）酷刑殺害，密豐君李坦也被賜死。沈惟賢杖斃。 。英祖向雍正帝奏報，向人民發佈勘亂錄(漢文）、闡義昭鑑（漢文、諺文）。吳命恒寫作了南征日錄(漢文）。
在此次叛亂中，叛軍控制了十三個郡，主要集中於全羅道地區，叛軍還在京畿道、忠清道以及慶尚道南部獲得了廣大的支持。
叛亂被平定後，朝廷在大邱的南門外豎立平嶺南碑。此次叛亂使少論派中的峻論派勢力覆滅。雖說少論派中的緩論派在鎮壓叛亂中立下功勞，但叛亂的大部份人士是峻論派，故而少論派勢力受到了打擊，此後政權大體上被老論派掌握。